# 48408 Yoshinogari
48408 Yoshinogari este o planetă minoră (asteroid), cu un diametru de 4,173 km, din centura de asteroizi. A fost descoperită pe 14 noiembrie 1982 la Kiso Observatory⁠(d) de Hiroki Kosai⁠(d). 
Obiectul prezintă o orbită caracterizată de o semiaxă mare de 2,5457165256934 UAi, o excentricitate de 0,18571564640381, o înclinație de 12,253476462264 ° în raport cu ecliptica.